# Divisões administrativas da Hungria
A Hungria  está subdividida administrativamente em 42 regiões, das quais 19 são condados (megye, plural megyék, em língua húngara) e 22 são designados de condados urbanos (singular: megyei jogú város) e há ainda a cidade-capital (főváros): Budapeste, é independente de qualquer governo do condado. Os condados e a capital são as 20 unidades NUTS de terceiro nível da Hungria. 

## Visão global
| Húngaro singular  | Húngaro plural      | Português                    | Quantidade                                                  | Nota   | artigo principal                    |
| ----------------- | ------------------- | ---------------------------- | ----------------------------------------------------------- | ------ | ----------------------------------- |
| régió             | régiók              | região                       | 7                                                           | NUTS 2 | Regiões da Hungria                  |
| megye             | megyék              | condado                      | 19                                                          | NUTS 3 | Condados da Hungria                 |
| főváros           | fővárosok           | capital                      | 1                                                           | NUTS 3 | Budapeste                           |
| járás             | járások             | distrito                     | 197 (174 nos condados e 23 em Budapeste)                    | LAU 1  | Distritos da Hungria                |
| város             | városok             | vila                         | 322                                                         | LAU 2  | Lista de cidades e vilas da Hungria |
| megyei jogú város | megyei jogú városok | vila com direitos do condado | 23 (cadeiras do condado sem Budapeste + 5 vilas adicionais) | LAU 2  | Vila com direitos do condado        |
| nagyközség        | nagyközségek        | grande município             | 126                                                         | LAU 2  | Municípios da Hungria               |
| község            | községek            | município                    | 2683                                                        | LAU 2  | Municípios da Hungria               |

## Regiões
Desde 1996, os condados e a cidade de Budapeste foram agrupados em 7  regiões para fins estatísticos e de desenvolvimento. Estas sete regiões constituem NUTS unidades de segundo nível da Hungria.

## Condados e a capital
Há também 23 vilas com direitos de condado (singular 'megyei jogú város'), às vezes conhecidas como "condados urbanos" em inglês (embora não haja tal termo em húngaro). As autoridades locais destas vilas têm poderes alargados, mas estas vilas pertencem ao território do respectivo condado em vez de serem unidades territoriais independentes.

## Distritos

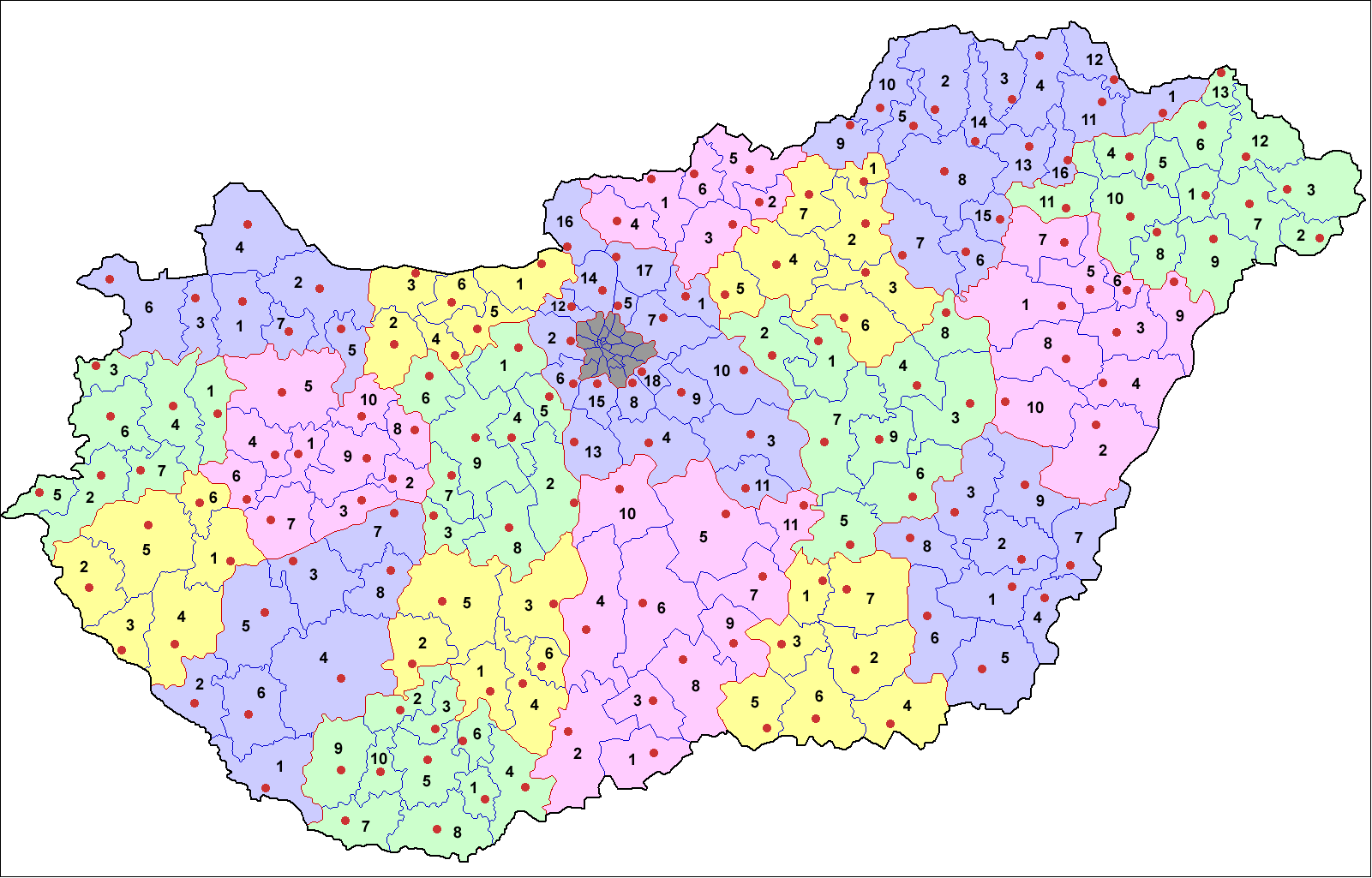
Os 198 distritos da Hungria (2013)

Os condados são subdivididos em 174 distritos (járások) a partir de 1º de janeiro de 2015, que servem como divisões da administração do estado. 23 distritos da capital de Budapeste são unidades administrativas e autônomas.